# Barbara Herbich
Barbara Kathleen Herbich (* 7. Juli 1954 in Minneapolis, Vereinigte Staaten; † 17. Oktober 2009 in New York City) war eine US-amerikanische Dokumentarfilm-Produzentin.

## Leben und Wirken
Barbara Herbich, die polnische Wurzeln besaß, ging 1972 von der Bryan High School ab und studierte anschließend an der University of Texas in Austin Journalismus. Im elsässischen Straßburg setzte sie an der dortigen Universität ihre Studien fort. 1977 schloss sie hier ihren Studiengang in Französischer Literatur mit einem Bachelor of Arts ab. Anschließend ging Barbara Herbich nach New York, wo sie einen Master of Arts an der Columbia University erlangte.
Aufgrund der polnischen Herkunft ihres Vaters John Bronislaw Herbich, der während des Zweiten Weltkriegs aus dem von der deutschen Wehrmacht besetzten Land floh, entwickelte Barbara Herbich von frühauf Interesse für das östliche Europa. Sie bereiste seit den 1970er Jahren mehrfach Polen. Ende der 1980er Jahre stellte sie auch zwei Filme her, von denen der eine, A Stich for Time, eine Oscar-Nominierung für den besten Dokumentarfilm erhielt. Dieser 53-minütige Film erzählte von der Entstehung des so genannten National Peace Quilt, einer Initiative mehrerer Kleinstadtfrauen, die mit ihrer speziellen Aktion eine eigene Friedensinitiative starten.
Als sie im Alter von nur 55 Jahren starb, war Barbara Herbich gerade mit zwei Filmen beschäftigt: Der eine sollte eine Dokumentation über die Verfolgung polnischer Priester zur Zeit der deutschen Besatzung Polens werden, der andere thematisierte die nazistische Zerstörung der polnischen Intelligenz ebenfalls während der Besatzungszeit.

## Filmografie
- 1987: A Stitch for Time
- 1988: USSR Art

## Einzelnachweis
1. ↑  Barbara Herbich auf ancestry.com